# Matsumura Ryo
Matsumura Ryo (松村 亮, sinh ngày 15 tháng 6 năm 1994) là một cầu thủ bóng đá người Nhật Bản thi đấu ở vị trí tiền vệ tấn công,  tiền đạo cánh cho Persija Jakarta.

## Thống kê câu lạc bộ
Cập nhật đến ngày 23 tháng 2 năm 2017.
| Thành tích câu lạc bộ | Thành tích câu lạc bộ | Thành tích câu lạc bộ | Giải vô địch | Giải vô địch | Cúp                   | Cúp                   | Cúp Liên đoàn | Cúp Liên đoàn | Tổng cộng | Tổng cộng |
| Mùa giải              | Câu lạc bộ            | Giải vô địch          | Số trận      | Bàn thắng    | Số trận               | Bàn thắng             | Số trận       | Bàn thắng     | Số trận   | Bàn thắng |
| Nhật Bản              | Nhật Bản              | Nhật Bản              | Giải vô địch | Giải vô địch | Cúp Hoàng đế Nhật Bản | Cúp Hoàng đế Nhật Bản | J. League Cup | J. League Cup | Tổng cộng | Tổng cộng |
| --------------------- | --------------------- | --------------------- | ------------ | ------------ | --------------------- | --------------------- | ------------- | ------------- | --------- | --------- |
| 2012                  | Vissel Kobe           | J1 League             | 1            | 0            | 0                     | 0                     | 1             | 1             | 2         | 1         |
| 2013                  | Vissel Kobe           | J2 League             | 9            | 1            | 0                     | 0                     | -             | -             | 9         | 1         |
| 2014                  | Vissel Kobe           | J1 League             | 17           | 1            | 0                     | 0                     | 7             | 1             | 24        | 2         |
| 2015                  | Tochigi SC            | J2 League             | 23           | 0            | 0                     | 0                     | -             | -             | 23        | 0         |
| 2016                  | Vissel Kobe           | J1 League             | 6            | 0            | 0                     | 0                     | 4             | 0             | 10        | 0         |
| Tổng                  | Tổng                  | Tổng                  | 56           | 2            | 0                     | 0                     | 12            | 2             | 68        | 4         |